# Alpe Spluga
Il complesso dell'Alpe Spluga consiste in un gruppo di cascine adibite a rifugi alpini, situate a Giumaglio (frazione di Maggia), nell'omonima valle, in Canton Ticino, nelle Alpi Lepontine a 1.838 m s.l.m.

## Storia
Inaugurato nel 2005, è stato ricavato da un gruppo di 11 vecchie cascine abbandonate, di cui tre adibite a capanna alpina.

## Caratteristiche e informazioni
Cucina sia a legna, che a gas completa di utensili.
Illuminazione ad energia elettrica.
Le tre cascine sono così suddivise:
- Soggiorno e cucina con tre posti letto
- Bagno, ripostiglio e tre posti letto
- Dormitorio con 8 posti letto

## Accessi
- Giumaglio 401 m Giumaglio è raggiungibile anche con i mezzi pubblici. - Tempo di percorrenza: 4 ore oppure tramite un altro sentiero 5 ore - Dislivello: 1.440 metri - Difficoltà: T2
- Bignasco 443 m Bignasco è raggiungibile anche con i mezzi pubblici. - Tempo di percorrenza: 7 ore - Dislivello: 1.400 metri - Difficoltà: T2.

## Ascensioni
- Punta di Spluga a 2251 m
- Sasso Bello a 2295 m
- Sass d'Argent a 2317 m
- Pizzo Muretto a 2257 m
- Pizzo Albèr a 2219 m
- Pizzo delle Pecore a 2381 m

## Traversate
- Capanna Alpe d'Osola 4 ore
- Alpe Masnee 6 ore
- Rifugio Tomeo 7 ore